# O Homem do Lixo
O Homem do Lixo (em inglês, The Garbage Man) é um curta-metragem de animação português de 2022 dirigido e escrito por Laura Gonçalves. Com cerca de 12 minutos de duração, o curta recebeu diversos prêmios e indicações.
O filme foi apresentado em vários festivais internacionais de cinema e recebeu diversos prêmios e indicações, incluindo um prêmio de qualificação ao Oscar em festivais, no Festival Mundial de Filmes de Animação de Zagreb, tornando-o elegível para o Oscar 2023 na categoria Melhor Curta-Metragem de Animação. O curta também recebeu outros 19 prêmios e menções especiais e mais de 64 seleções oficiais em festivais de todo o mundo.
Em dezembro de 2022, o curta foi pré-indicado entre os 15 melhores do ano para o Oscar 2023, mas acabou por ficar de fora da lista final dos indicados à premiação.

## Enredo
"Numa tarde quente de Agosto, a família junta-se à mesa. As memórias de cada um vão-se cruzando para recordar a história do tio Botão. Da ditadura à emigração para França, onde trabalhou como homem do lixo, e quando voltava a Belmonte na carrinha cheia de "lixo" que transformava num verdadeiro tesouro."

## Recepção e prêmios
Desde seu lançamento, o filme foi indicado e premiado em diversos festivais ao redor do mundo:
| Ano  | Festival                                                            | Prêmio/Categoria                                           | Resultado | Ref.                 |
| ---- | ------------------------------------------------------------------- | ---------------------------------------------------------- | --------- | -------------------- |
| 2022 | Animafest Zagreb – Festival Mundial de Filmes de Animação de Zagreb | Melhor Curta-Metragem em Competição                        | Venceu    | [ 9 ] [ 10 ] [ 11 ]  |
| 2022 | Animafest Zagreb – Festival Mundial de Filmes de Animação de Zagreb | Prêmio do Público                                          | Venceu    | [ 9 ] [ 10 ] [ 11 ]  |
| 2022 | Festival Internacional de Cinema de Toronto                         | Prêmio IMDbPro de Melhor Curta-metragem                    | Indicado  | [ 12 ] [ 13 ] [ 14 ] |
| 2022 | Semana Internacional de Cine de Valladolid                          | Melhor Curta-Metragem Estrangeiro                          | Venceu    | [ 15 ]               |
| 2022 | Festival Internacional de Cinema de Animação de Annecy              | Cristal de Melhor Curta-Metragem                           | Indicado  | [ 16 ] [ 17 ]        |
| 2022 | Drama – Festival Internacional de Curtas Metragens da Grécia        | Melhor Filme de Animação                                   | Venceu    | [ 11 ]               |
| 2022 | Festival Mundial de Cinema de Animação de Varna                     | Prêmio dos Críticos de Cinema                              | Venceu    | [ 11 ]               |
| 2022 | Linoleum – Festival Internacional de Animação Contemporânea e Arte  | Prêmio do Júri de Melhor Filme Internacional em Competição | Indicado  | [ 18 ] [ 19 ]        |
| 2022 | Monstra Festival de Animação de Lisboa                              | Melhor Curta-Metragem Portuguesa                           | Venceu    | [ 11 ]               |
| 2022 | Monstra Festival de Animação de Lisboa                              | Prêmio SPA/Vasco Granja                                    | Venceu    | [ 11 ]               |
| 2022 | Monstra Festival de Animação de Lisboa                              | Prêmio do Público                                          | Venceu    | [ 11 ]               |